# Lijst van beklimmingen in de Waalse Pijl
De lijst van beklimmingen in de Waalse Pijl geeft een overzicht van heuvels die onderdeel zijn (geweest) van het parcours van de wielerklassieker Waalse Pijl.

## C
- Côte de Ahin
- Côte d'Amay
- Côte de Bohissau
- Côte de Bonneville
- Côte de Bousalle
- Côte d'Ereffe
- Côte de Haut-Bois
- Côte de Peu d'Eau
- Côte de Thon

## M
- Muur van Hoei

Côte de Bellaire · Côte de Ahin · Muur van Hoei · Côte d'Ereffe · Côte de Bohissau · Côte de Bousalle

Voormalige beklimmingen: Côte de Thon · Côte de Bonneville · Côte de Peu d'Eau · Côte de Haut-Bois · Côte de Groynne · Côte d'Amay · Côte de Villers-le-Bouillet
1936 · 1937 · 1938 · 1939 · 1940 · 1941 · 1942 · 1943 · 1944 · 1945 · 1946 · 1947 · 1948 · 1949 · 1950 · 1951 · 1952 · 1953 · 1954 · 1955 · 1956 · 1957 · 1958 · 1959 · 1960 · 1961 · 1962 · 1963 · 1964 · 1965 · 1966 · 1967 · 1968 · 1969 · 1970 · 1971 · 1972 · 1973 · 1974 · 1975 · 1976 · 1977 · 1978 · 1979 · 1980 · 1981 · 1982 · 1983 · 1984 · 1985 · 1986 · 1987 · 1988 · 1989 · 1990 · 1991 · 1992 · 1993 · 1994 · 1995 · 1996 · 1997 · 1998 · 1999 · 2000 · 2001 · 2002 · 2003 · 2004 · 2005 · 2006 · 2007 · 2008 · 2009 · 2010 · 2011 · 2012 · 2013 · 2014 · 2015 · 2016 · 2017 · 2018 · 2019 · 2020 · 2021 · 2022 · 2023 · 2024
Lijst van beklimmingen